# Grajewo
Grajewo [ɡraˈjɛvɔ] (litauisch Grajevas; belarussisch Гра́ева) ist eine Stadt und Sitz des Powiat Grajewski der Woiwodschaft Podlachien in Polen. Sie liegt am Fluss Ełk.

## Geschichte
Erste Siedlungen auf dem Gebiet des heutigen Grajewo gab es bereits zu Beginn des 15. Jahrhunderts. Die erste urkundliche Erwähnung stammt aus dem Jahr 1426. Durch König Sigismund I. erhielt Grajewo 1540 das Stadtrecht.
Um 1800 hatte die Stadt 23 Häuser und 218 Einwohner. 1815 wurde sie Teil des russischen Kongresspolens. In der 2. Hälfte des 19. Jahrhunderts entwickelten sich Handwerk und Handel. Da die Bevölkerung am Januaraufstand gegen Russland teilgenommen hatte, verlor Grajewo 1870 das Stadtrecht. Mit der Anbindung an das Schienennetz zwischen dem zu Ostpreußen gehörenden Lyck und dem zu Russland gehörenden Białystok wurde die Entwicklung des nunmehrigen Ortes beschleunigt.
Seit dem späten 18. Jahrhundert bestand in Grajewo eine jüdische Gemeinde; später bildeten Juden zeitweilig die Bevölkerungsmehrheit. 1808 lebten mit 39 % der Gesamtbevölkerung 197 Juden in der Stadt, 1827 bildeten sie mit 57 % die Mehrheit, 1857 war ihr Anteil auf 76 % gestiegen, 1897 lebten dort mehr als 4000. Nach dem Ersten Weltkrieg ging der jüdische Bevölkerungsanteil stark zurück, 1921 waren es noch 2834 oder 39 % der Gesamtbevölkerung.
Während des Ersten Weltkrieges wurde der Ort zu großen Teilen zerstört. Nach dem Krieg kam er an die Zweite Polnische Republik und erhielt am 4. Juli 1919 wieder das Stadtrecht. Zwischen den Weltkriegen wurde Grajewo Sitz eines Landratsamtes und zählte etwa 9500 Einwohner. 1933 kam es zu antijüdischen Ausschreitungen.
In der Nacht vom 6. zum 7. September 1939 wurde die Stadt von der Wehrmacht besetzt, am 21. September wurde sie der Sowjetunion übergeben. Diese verlor die Stadt im Juni 1941 an das Dritte Reich. Im August 1941 wurde ein Ghetto errichtet, in das 1600 bis 2000 Juden gesperrt wurden, von wo sie im Dezember 1942 und Januar 1943 größtenteils in die Vernichtungslager Treblinka und Auschwitz deportiert wurden. Am 23. Januar 1945 marschierte die Rote Armee ein. Der Zweite Weltkrieg hatte in Grajewo rund 5000 Menschenleben gefordert, der Ort wurde zu etwa 30 % zerstört.

## Landgemeinde
Zur Landgemeinde Grajewo, der die Stadt nicht angehört, die aber in ihr sitzt, gehören 49 Ortschaften mit einem Schulzenamt.

## Bauwerke
- Synagoge, heute Kulturhaus

## Söhne und Töchter der Stadt
- Immanuel Olsvanger (1888–1961), jiddischer Folklorist, Übersetzer und zionistischer Aktivist
- Yehudith Birk (1926–2013), israelische Biochemikerin
- Antoni Karwowski (* 1948), Maler und Performancekünstler
- Andrzej Szczytko (1955–2021), Schauspieler und Regisseur
- Maciej Makuszewski (* 1989), Fußballspieler
- Xavier Dziekoński (* 2003), Fußballspieler